# Blodnik
Blodnik este o localitate din comuna Zagorje ob Savi, Slovenia, cu o populație de 25 de locuitori.